# 양산초등학교 (경남)
양산초등학교(梁山初等學校)는 대한민국 경상남도 양산시 북부동에 있는 공립 초등학교인데, 이 학교는 대한제국 시대 말기 때였던 1906년 3월 11일, 경남양산사립양성보통학교로 첫 개교되었다.

## 연혁
- 1906년 3월 11일 사립양성학교 개교(신기동)
- 1911년 5월 1일 양산공립보통학교(4년제) 인가
- 1922년 4월 1일 6년제로 개편
- 1938년 4월 1일 양산읍내공립심상소학교로 개칭[1]
- 1941년 4월 1일 양산읍내공립국민학교로 개칭[2]
- 1946년 9월 21일 양산공립국민학교로 개칭
- 1949년 8월 29일 삼성국민학교 분리
- 1949년 12월 31일 양산국민학교로 개칭[3]
- 1970년 1월 30일 현 위치로 이전
- 1987년 9월 1일 양주국민학교(12학급) 분리
- 1994년 3월 1일 56학급 편성 2부제 실시
- 1994년 9월 1일 신기국민학교(12학급) 분리
- 1995년 4월 1일 급식시설 완공 및 학교급식 실시
- 1996년 3월 1일 양산초등학교로 개칭[4]
- 2008년 2월 29일 인조잔디운동장 및 우레탄 트랙 조성
- 2009년 2월 10일 영어체험센터 개관
- 2009년 10월 15일 해피스쿨 협약
- 2010년 10월 8일 중국 금마소학교와 자매학교 결연
- 2013년 2월 20일 제100회 졸업장 수여식(누계 15,350명 졸업)
- 2013년 3월 1일 21학급 편성(특수학급 3학급) 유치원 2학급
- 2017년 3월 1일 강순옥 교장 취임

## 학교 상징
- 교화 - 목련 : 이른 봄 일찍 함께 피어 짙은 향기를 풍기는 목련처럼 밝고 맑고 부지런한 어린이가 됩시다.
- 교목 - 소나무 : 사철 내내 푸르게 자라나는 소나무처럼 언제나 믿음직스럽고 묵묵히 사회에 봉사하는 어린이가 됩시다.

## 참고 자료
- 양산초등학교 - 한국교육학술정보원 학교알리미